# Cantares

Cantares fue un programa emitido por Televisión española en 1978.

## Formato
Se trataba de un programa musical estrenado el 3 de febrero de 1978, dirigido y realizado por Miguel de la Hoz y presentado por Lauren Postigo. La dirección orquestal corría a cargo de Manuel Alonso Borriño. Se trató de un programa televisivo que le prestó nuevos ánimos a la canción española, en un momento de declive del género de la copla, aunque existían todavía importantes figuras del género. El programa fue un éxito rotundo, con actuaciones en directo y entrevistas realizadas por Lauren Postigo, que permitían a los mayores disfrutar de temas clásicos de la canción española y lograba divulgar entre los jóvenes el conocimiento de una música creada por autores cultos sobre la base del cancionero tradicional y la influencia del cuplé o del flamenco. Se grabó en el tablao llamado Corral de la Pacheca situado en el barrio de Chamartín de Madrid, cuyo nombre procede del nombre en el siglo XVI del Teatro Español.
El último programa se emitió el 1 de diciembre de 1978. Después de la finalización del mismo, se llevó una gira de verano por toda España, compuesta por varios de los artistas que hicieron el programa como Lauren Postigo, Rafael Farina, Juanito Valderrama y Solima.

## Artistas invitados
- 3 de febrero de 1978
  - Juana Reina y La Camboria

- 10 de febrero de 1978
  - Lola Flores

- 17 de febrero de 1978
  - Rocío Jurado

- 24 de febrero de 1978
  - Paca Rico

- 10 de marzo de 1978
  - Rafael Farina

- 17 de marzo de 1978
  - Isabel Pantoja

- 31 de marzo de 1978
  - Estrellita Castro

- 14 de abril de 1978
  - Antonia Moreno

- 28 de abril de 1978
  - Maruja Díaz

- 19 de mayo de 1978
  - Marifé de Triana

- 26 de mayo de 1978
  - Lola Sevilla

- 9 de junio de 1978
  - Gracia Montes

- 23 de junio de 1978[5]
  - Dolores Vargas y El Príncipe Gitano

- 30 de junio de 1978
  - Concha Bautista

- 7 de julio de 1978
  - Juan Valderrama

- 14 de julio de 1978
  - Amigos de Gines y Marismeños

- 4 de agosto de 1978
  - Guillermina Motta, Tomás de Antequera y Lilián de Celis

- 11 de agosto de 1978
  - Antonio Molina

- 25 de agosto de 1978
  - La Niña de la Puebla, Adelfa Soto y Pepe Soto

- 1 de septiembre de 1978
  - Carmen Morell

- 8 de septiembre de 1978
  - Pepe Blanco[6]

- 15 de septiembre de 1978
  - Concha Márquez Piquer

- 22 de septiembre de 1978
  - Carmen Flores

- 29 de septiembre de 1978
  - Perla de Huelva y Los Rocieros[7]
- 6 de octubre de 1978
  - Solima y Luis Rey

- 20 de octubre de 1978
  - Nati Mistral

- 3 de noviembre de 1978
  - María Jiménez

- 10 de noviembre de 1978
  - Joselito

- 17 de noviembre de 1978
  - Gracia de Triana

- 24 de noviembre de 1978
  - Mikaela

- 1 de diciembre de 1978
  - Manolo Escobar